# Órgão de Stannius
O órgão de Stannius é uma glândula endócrina especializada presente exclusivamente em peixes ósseos (Osteichthyes), situada na superfície dorsal dos rins, mais especificamente sobre o rim opistonefro. Essa estrutura desempenha um papel fundamental na regulação do equilíbrio de sais e minerais no organismo, sendo particularmente importante no controle da concentração de cálcio no sangue (calcemia). Sua atividade está intimamente associada aos processos de osmorregulação, que garantem a manutenção da composição química e do volume dos fluidos corporais mesmo quando o peixe é exposto a mudanças bruscas na salinidade ou composição iônica do ambiente aquático. Essa função é vital para espécies que vivem em ecossistemas instáveis, como estuários e áreas de transição entre água doce e salgada. O órgão foi descrito pela primeira vez em 1839 pelo fisiologista holandês Hermann Friedrich Stannius, que observou sua presença em diversas espécies de peixes, mas, na época, ainda desconhecia sua função fisiológica. 

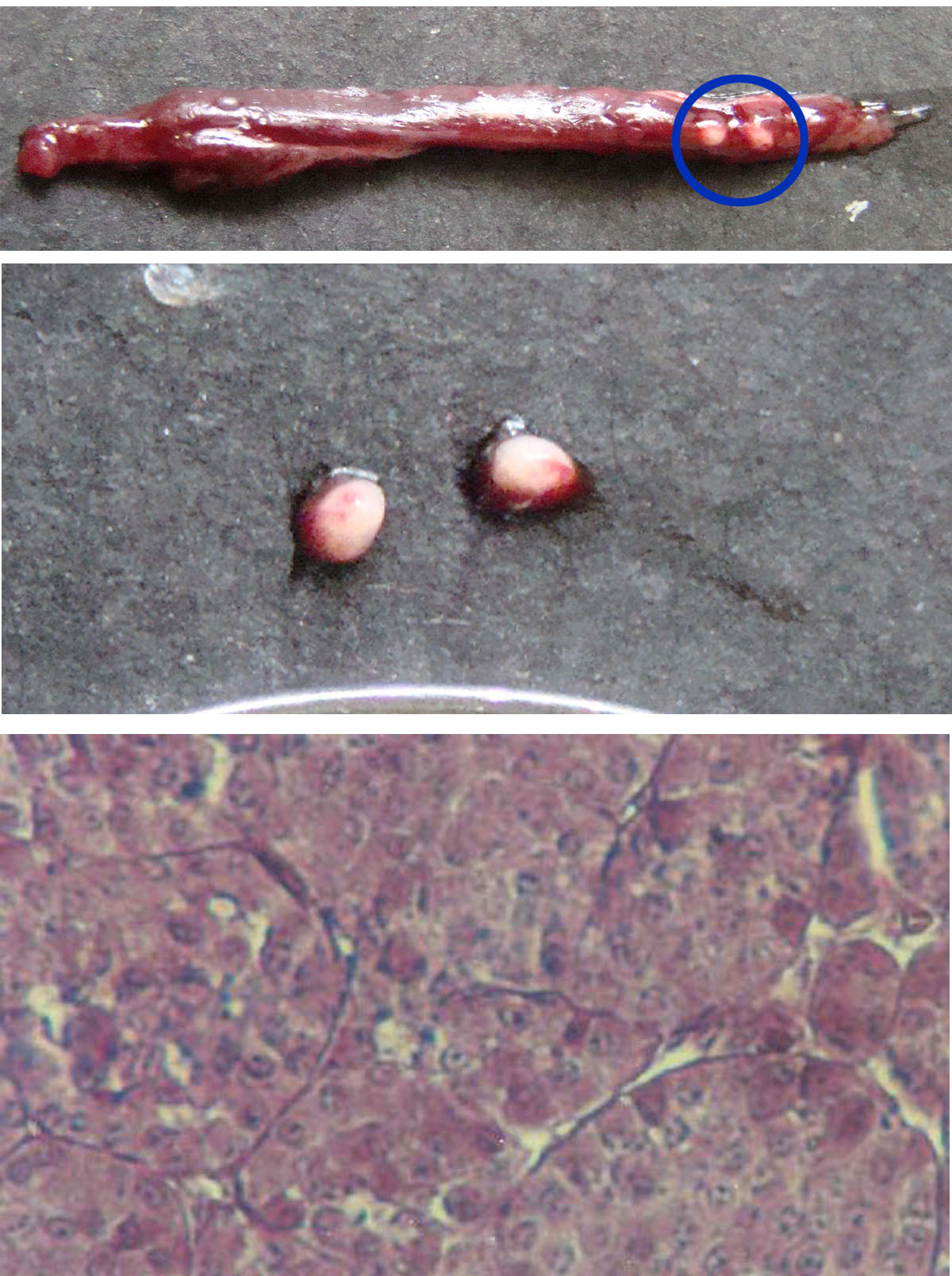
Órgão de Stannius.

## Funções
A função mais conhecida do órgão de Stannius é a regulação da calcemia. Ele secreta um hormônio peptídico denominado estaniocalcina (stanniocalcin), que atua como agente hipocalcêmico, ajudando a reduzir a concentração de cálcio no sangue quando esta se eleva acima do nível adequado. Esse hormônio atua de três formas principais: inibindo a absorção de cálcio pelo intestino, bloqueando a mobilização de cálcio dos ossos e escamas para o sangue e estimulando o depósito desse mineral nos tecidos mineralizados. Esse mecanismo é essencial, pois o excesso de cálcio circulante pode comprometer o funcionamento neuromuscular, a contração cardíaca e a integridade de processos metabólicos. Além de regular o cálcio, o órgão de Stannius desempenha papel secundário, mas relevante, na osmorregulação, auxiliando no equilíbrio de outros íons, como sódio e cloreto. Essa função é particularmente importante em espécies eurialinas, capazes de migrar entre ambientes de água doce e salgada, pois ajuda a evitar desequilíbrios osmóticos e a manter a homeostase interna. 

## Aspectos evolutivos
Do ponto de vista evolutivo, o órgão de Stannius é uma adaptação única dos peixes ósseos à vida aquática. Ele não possui equivalente morfológico direto em anfíbios, répteis, aves ou mamíferos, mas sua função reguladora da calcemia apresenta paralelos com as glândulas paratireoides dos vertebrados terrestres, que também controlam os níveis de cálcio, embora por meio de hormônios e mecanismos distintos. Essa especialização provavelmente surgiu como resposta à necessidade de controlar com precisão a composição iônica do sangue em um meio onde as concentrações externas de sais variam muito. Peixes que habitam ambientes com flutuações bruscas de salinidade — como estuários, zonas intermareais ou regiões de mistura de correntes fluviais e marinhas — dependem fortemente dessa regulação fina para evitar danos fisiológicos. O estudo comparativo de espécies dulcícolas e marinhas sugere que o órgão de Stannius pode ter sofrido pressões seletivas diferentes, resultando em variações no tamanho, número e atividade secretora ao longo da evolução dos Osteichthyes. 

## História
O órgão de Stannius foi identificado pela primeira vez em 1839 pelo fisiologista holandês Hermann Friedrich Stannius, que se dedicava a estudos de anatomia comparada e fisiologia em vertebrados. No momento de sua descoberta, a função da estrutura ainda era desconhecida, e especulava-se que estivesse relacionada a processos reprodutivos ou excretores, devido à sua proximidade anatômica com os rins. Durante grande parte do século XIX e início do XX, sua verdadeira função permaneceu um mistério, e somente a partir da década de 1960, com o avanço das técnicas de fisiologia experimental e bioquímica, foi possível demonstrar seu papel endócrino no controle da calcemia. Pesquisas com peixes expostos a diferentes concentrações de cálcio na água mostraram que a remoção do órgão levava à hipercalcemia, enquanto sua estimulação reduzia os níveis do mineral no sangue. Essas descobertas consolidaram o órgão de Stannius como uma das estruturas endócrinas mais importantes na fisiologia dos peixes ósseos e abriram caminho para estudos sobre hormônios equivalentes em outros grupos animais. 